# Isoglossa eylesii
Isoglossa eylesii är en akantusväxtart som först beskrevs av Spencer Le Marchant Moore, och fick sitt nu gällande namn av R.K. Brummitt. Isoglossa eylesii ingår i släktet Isoglossa och familjen akantusväxter. Inga underarter finns listade i Catalogue of Life.